# Poppenreut
Poppenreut ist ein Gemeindeteil von Jandelsbrunn im niederbayerischen Landkreis Freyung-Grafenau.

## Geographie
Das Dorf Poppenreut liegt östlich der Kreisstraße FRG 3 etwa eineinhalb Kilometer südlich von Hintereben.

## Geschichte
Anders als die sieben künischen Dörfer gehörte Poppenreut zur Herrschaft  Leoprechting im Hochstift Passau, während die sieben künischen Dörfer von 1506 bis 1765 mit ihrer Herrschaft Rannariedl a. d. Donau österreichisch waren. Trotzdem wird Poppenreut in den rannariedlischen Briefprotokollen des Amtes Heindlschlag, später Pflegegericht Jandelsbrunn, geführt.
Poppenreuth wird erstmals 1250 urkundlich genannt. Die Bauern zahlten Königssteuer; dies lässt auf die Gründung um 1200 schließen, womit Poppenreut neben Reichling das älteste Dorf der Gemeinde Jandelsbrunn ist und schon rund 300 Jahre früher als die künischen Dörfer erwähnt wurde. Der Name erinnert an Bischof Poppo, der von 1204 bis 1206 in Passau regierte.

## Denkmäler
In die Liste der Baudenkmäler in Poppenreut sind drei Objekte eingetragen: eine Kapelle mit Turm (bezeichnet 1826) und Bildstock, ein Traidkasten aus dem 17./18. Jahrhundert und ein Bauernhaus, wohl aus dem ersten Drittel des 19. Jahrhunderts.

## Tourismus
Seit 1998 gibt es in Poppenreut einen 18-Loch-Golfplatz.